# Leptopogon
Leptopogon és un gènere d'ocells de la família dels tirànids (Tyrannidae). Agrupa espècies natives de l'Amèrica tropical (Neotròpic), on es distribueixen des del sud tropical de Mèxic, a través d'Amèrica Central i del Sud fins al sud del Brasil, nord de l'Argentina i oest de Bolívia.

## Descripció
Les espècies d'aquest gènere són petits tirànids esvelts, de cua llargua, mesurant entre 13 i 14 cm de longitud, bec estret, habiten el sotabosc de boscos humits o montans. Tots ells mostren un to grisenc a la cara i traces d'una taca auricular fosca. Una característica comuna és que aixequen les ales sobre el dors.

## Taxonomia
Els amplis estudis geneticomoleculars realitzats per Tello et al. (2009) van descobrir una quantitat de relacions noves dins de la família Tyrannidae que encara no estan reflectides en la majoria de les classificacions. Seguint aquests estudis, Ohlson et al. (2013) van proposar dividir Tyrannidae en 5 famílies entre les quals Rhynchocyclidae (Berlepsch, 1907), agrupant diversos gèneres entre els quals Leptopogon, aquest en una subfamília Pipromorphinae (Wolters, 1977), juntament amb Mionectes, Pseudotriccus, Corythopis i Phylloscartes (amb Pogonotriccus). El Comitè de Classificació de Sud-americà (SACC) espera propostes per analitzar els canvis.
El nom genèric Leptopogon es compon de les paraules del grec antic «leptos» que significa “fi”, “esvelt”, i «pōgōn, pōgōnos» que significa “barba”.
Segons la Classificació del Congrés Ornitològic Internacional (versió 14.2, 2024) aquest gènere està format per 4 espècies:
- Leptopogon amaurocephalus - tiranet orellut de capell
- Leptopogon superciliaris - tiranet orellut capgrís[nota 1][8][9]
- Leptopogon rufipectus - tiranet orellut pit-roig
- Leptopogon taczanowskii - tiranet orellut inca

### Nota taxonòmica
1. ↑  La subespècie Leptopogon superciliaris albidiventer, dels Andes del sud-est del Perú i nord de Bolívia, és considerada com a espècie plena per Manual dels Ocells del Món (HBW) i Birdlife International (BLI) amb base en diferències morfològiques i de vocalització.